# Parafia św. Wawrzyńca w Jabłowie
Parafia św. Wawrzyńca – rzymskokatolicka parafia w Jabłowie, w gminie Starogard Gdański, w dekanacie Pelplin diecezji pelplińskiej.

## Obszar parafii

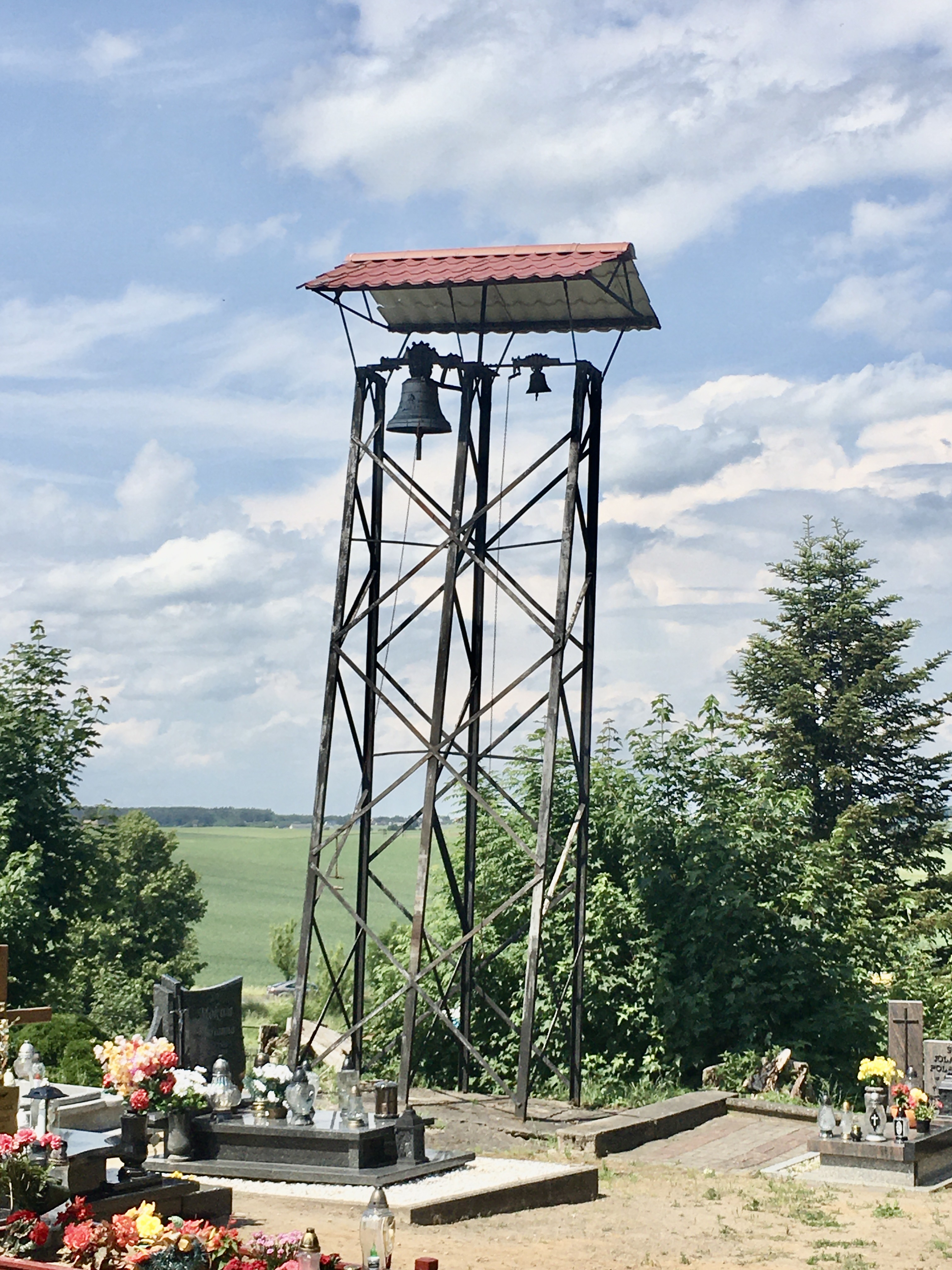
Dzwonnica

Parafia obejmuje wsie: Barchnowy, Jabłówko, Janowo (część), Lipinki Szlacheckie i Mysinek.